# Katastrofa lotnicza w Chorog
Katastrofa lotnicza w Chorog – katastrofa samolotu Jakowlew Jak-40, należącego do linii lotniczych Tajikistan Airlines, do której doszło 28 sierpnia 1993 roku na terenie portu lotniczego w Chorog w Tadżykistanie. W wyniku katastrofy śmierć poniosły 82 osoby (77 pasażerów i 5 członków załogi).
Samolot, który uczestniczył w katastrofie, został wyprodukowany w grudniu 1975 roku. Do linii Tajikistan Airlines maszyna trafiła w styczniu 1993 roku. Feralnego dnia kapitanem samolotu był Mels Sierow, a drugim pilotem był Jurij Demin.
W latach 1992–1997 na terenie Tadżykistanu miała miejsce wojna domowa, jednak jeszcze w 1993 roku transport lotniczy funkcjonował stosunkowo normalnie. Kontrolę nad miastem Chorog przejęli islamscy bojownicy.
Rankiem 28 sierpnia 1993 roku Jak-40 odbył planowy lot z Duszanbe do Chorog. Po wylądowaniu i wysadzeniu pasażerów, do samolotu wtargnęła grupa bojowników. Sterroryzowali oni załogę i zażądali przetransportowania grupy 81 uchodźców, w tym 14 dzieci, do Duszanbe. Załoga usiłowała uświadomić bojowników, że samolot jest w stanie pomieścić zaledwie 28 pasażerów, jednak wówczas islamiści zagrozili wykonaniem egzekucji na załodze. Ostatecznie 81 osób upchnięto do samolotu. Podczas startu maszyna nie była w stanie się unieść, gdyż była przeciążona o ponad 3000 kg. Jakowlew wypadł z pasa startowego i wpadł do rzeki Pandż, której koryto znajdowało się tuż za pasem startowym. W katastrofie zginęły 82 osoby, ocalało 4 pasażerów.
Po katastrofie loty z i do Chorog zostały wstrzymane aż do zakończenia wojny domowej.
Do dziś jest to największa katastrofa lotnicza pod względem liczby ofiar w historii Tadżykistanu.